# رنجویه
رنجویه نام یکی از سرداران آل طاهر که در صدر اسلام می‌زیسته‌است («رنجویه» مرکب است از «رنج» و پسوند «ـویه» که علامت استعطاف است).